# Wedge Tomb von Doonty

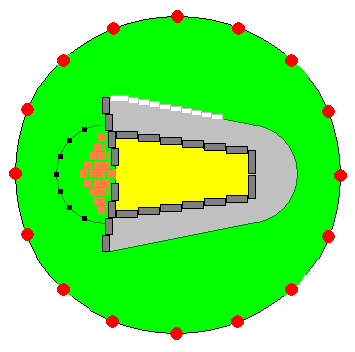
Schema Wedge Tomb

Das Wedge Tomb von Doonty liegt im Townland Doonty (irisch Na Dúnta, dt. „die Dúns“) an den südwestlichen Ausläufern der Ox Mountains, im Osten des County Mayo, nahe der Grenze zum County Sligo, in Irland. Wedge Tombs (dt. „Keilgräber“, auch „wedge-shaped gallery grave“ genannt) sind doppelwandige, ganglose, mehrheitlich ungegliederte Megalithanlagen der späten Jungsteinzeit und der frühen Bronzezeit in Irland.
Das Wedge Tomb besteht aus einer Nordost-Südwest-orientierten, gut 5,5 m langen Galerie. Der etwa ovale Cairn ist 13,5 m lang und 9,5 m breit. Seine Höhe beträgt etwa 1,5 m.
Sechs der inneren Seitensteine der Galerie sind sichtbar. Der westliche der beiden Steine der Nordseite der Galerie ist etwa 0,85 m hoch und steht aufrecht. Der zweite Stein neigt sich stark nach innen und steht etwas außerhalb der Reihe. Im aufrechten Zustand wäre er 0,7 m hoch. Der westliche Stein auf der Südseite ist 0,5 m hoch, lehnt sich nach innen und steht etwas außerhalb der Reihe der anderen drei Steine auf dieser Seite. Der nächste Seitenstein ist 0,4 m hoch. Die Steine 3 und 4 sind 0,25 m hoch.
Die Galerie ist von einer U-förmigen Außenmauer umgeben, die zum größten Teil nach außen verstürzt ist und deren Steine teilweise verdeckt sind. Im Osten stehen drei Steine, die das Ende der dortigen Außenmauer zu markieren scheinen: Zwei davon sind nur 0,25 bzw. 0,35 m hoch. Der dritte, 0,45 m hohe Stein, scheint der Rest eines ehemals größeren Steins zu sein. Die Außenmauer auf der Nordseite zählt fünf Steine. Der westliche Stein wäre aufrecht stehend 0,6 m hoch. Die anderen scheinen an Höhe von Westen nach Osten abgenommen haben. An der Südseite des Wedge Tombs befinden sich vier nach außen verstürzte Wandsteine. Neben dem westlichen Stein an der Südseite der Galerie steht ein 0,8 m hoher Stein, der einen Teil der Fassade anzeigen kann. Südlich davon befinden sich zwei kleine, teilweise verdeckte Steine, die Teil der Fassade bzw. der Außenwand sein können. Nördlich des Zugangs steht ein 0,65 m hoher Stein von 0,85 × 0,7 m, der vielleicht ein weiterer Fassadenstein ist.